# Satow (Alemanha)
Satow é um município da Alemanha, situado no distrito de Rostock, no estado de Mecklemburgo-Pomerânia Ocidental. Tem 119,51 km² de área, e sua população em 2019 foi estimada em 5.874 habitantes.